# Massimiliano Spinola
Massimiliano Spinola (Pézenas, Hérault, 10 de julho de 1780 — Tassarolo, 12 de novembro de 1857), frequentemente referido por Maximilian Spinola, foi um médico, entomólogo e naturalista italiano.

## Biografia
A família de Spinola, residente em Génova, era muito antiga e possuía grande riqueza. Maximiliano Spinosa era descendente do famoso general Ambrogio Spinola, marquês de los Balbases (1569-1630), e muita da sua riqueza derivava de terras que tinha em Espanha e na América do Sul, de onde recibeu muitos insectos.
Realizou avultadas compras de colecções de insectos, especialmente de grandes e vistosos escaravelhos tropicais e de vespas.  As suas contribuições entomológicas ocorrerem principalmente nas órdens Coleoptera, Hymenoptera e Hemiptera.
Maximiliano Spinola foi membro ordinário da Sociedade Entomológica de Londres, aparecendo já referido no primeiro volume das transações daquela instituição, publicado em 1836.
A colecção de Coleoptera de Spinola (com tipos comprados a Pierre François Marie Auguste Dejean), de Hymenoptera (com tipos comprados de Audinet-Serville e Amédée Lepeletier), de Heteroptera e Homoptera estão no Museo Regionale di Scienze Naturali (Museu Regional de Ciências Naturais) de Turim, Itália. A maioria dos seus tipos estão conservados em boas condições.

## Obras publicadas
Entre muitas outras, é autor das seguintes obras:
- 1806. Insectorum Liguriæ Species Novæ aut Rariores, quas in agro Ligustico nuper detexit, descripsit, et iconibus illustravit. Tom. 1. xvii+159 pp. Genuæ.
- 1808. Insectorum Liguriae species novae aut rariores, quae in agro Ligustico nuper detexit, descripsit et iconibus illustravit Maximilianus Spinola, adjecto Catalogo spiecierum auctoribus jam enumeratarum, quae in eadam regione occurrunt, Vol. 2. Gravier, Genuae.
- 1839. Compte rendu des hyménoptères recueillis par M. Fischer pendant son voyage en Égypte, et communiqués par M. le Docteur Waltl a Maximilien. Annales de la Société Entomologique de France 7: 437-546
- 1839 Essai sur les Fulgorelles, sous-tribu de la tribu des Cicadaires, ordre des Rhynchotes Ann. Soc. ent. France 8, 133-137, 339-454
- 1843. Sur quelques Hyménoptères peu connus, recueillis en Espagne, pendant l’année 1842, par M. Víctor Ghiliani, voyageur-naturaliste. Annales de la Société Entomologique de France (2)1: 111-144
- 1851. Hyménopteros. in Gay, C., Historia Física y Política de Chile. Zoología. Vol. 6. Casa del autor, París. pp. 153–569
- 1853. Compte rendu des hyménoptères inédits provenants du voyage entokologique de M. Ghiliani dans le Para en 1846. Memoire della Reale Accademia della Scienze di Torino (2)13: 19-94

## Abreviatura (zoologia)
A abreviatura Spinola  emprega-se para indicar a Massimiliano Spinola como autoridade na descrição e taxonomia em zoologia.